# シー・マイ・ベイビー・ジャイヴ
「シー・マイ・ベイビー・ジャイヴ」（See My Baby Jive）は、ウィザードが1973年に発表した楽曲。グループの代表作のひとつ。

## 概要
作詞作曲はロイ・ウッド。ウィザードの2枚目のシングルとして、1973年4月6日に発売された。B面はヒュー・マクダウェルが作詞作曲した「ベートーベンをひんまげろ（Bend Over Beethoven）」。同年のファースト・アルバム『Wizzard Brew』に収録された。
全英シングルチャートで4週連続で1位を記録し、イギリスにおいて1973年の年間チャートで6番目の売り上げを記録した。アイルランドで1位、オーストラリアで12位、西ドイツで5位、オランダで11位を記録するなど各国で大ヒットとなった。
翌1974年、ABBAの「恋のウォータールー」がユーロビジョン・ソング・コンテストにおいて優勝を収めるが、ABBAは同曲がウィザードの「シー・マイ・ベイビー・ジャイヴ」の影響を受けていることをはっきりと認めている。また、大滝詠一の「君は天然色」のアレンジも「シー・マイ・ベイビー・ジャイヴ」を元にしている。